# São Paulo Challenger 2 1992
Il São Paulo Challenger 2 1992 è stato un torneo di tennis facente parte della categoria ATP Challenger Series nell'ambito dell'ATP Challenger Series 1992. Il torneo si è giocato a San Paolo in Brasile dal 17 al 23 agosto 1992 su campi in cemento.

## Vincitori

### Singolare
Martin Stringari ha battuto in finale  Nicolás Pereira con il punteggio di 6–3, 3–6, 6–2

### Doppio
Pablo Albano /  Cássio Motta hanno battuto in finale  João Cunha e Silva /  Nicolás Pereira per walkover